# Jordi Frades
Jordi Frades (Barcelone, 10 novembre 1961) est un réalisateur espagnol de cinéma et de télévision.

## Carrière
Il a d'abord travaillé pour la télévision catalane, réalisant de nombreux épisodes du premier feuilleton en langue catalane de TV3, Poblenou, en 1994. D'autres séries catalanes dont il a réalisé quelques épisodes sont Oh, Espanya! (1996-97), El joc de viure (1997), Estació d'enllaç (1994-99), La memòria dels Cargols (1999), Crims (2000), Jet Lag (2001-2003), De moda (2004), Maridos e mulleres (2006) et El cor de la ciutat (2005-2007).
Il fait un pas dans l'industrie nationale avec la minisérie La bella Otero (2008) et surtout avec La señora (2008-2010). Il poursuit son travail en réalisant 14 de abril. La República (2011) et s'est enfin fait connaître avec la série Isabel (2011-2014), qu'il a réalisée.
En février 2016 est sorti son premier film, La corona partida, qui est une suite de la série Isabel et un préquel de la série Carlos, rey emperador, et un lien chronologique entre les deux.
Depuis le 27 janvier 2017, il est directeur des contenus à Diagonal TV.
En mai 2018, la série La catedral del mar réalisée par lui, basée sur l'œuvre littéraire du même titre, est diffusée pour la première fois sur Antena 3, TV3 et Netflix,. À la suite de son succès, il a lui-même réalisé la suite, également basée sur le roman de l'écrivain du même nom : Ildefonso Falcones, qui poursuit les aventures d'Hugo Llor dans Les Héritiers de la terre (es). La série du même titre, Les Héritiers de la terre,, est sortie en avril 2022.

## Filmographie
| Année | Titre (original)        | Titre (traduction)        | Notes                                        |
| ----- | ----------------------- | ------------------------- | -------------------------------------------- |
| 1987  | Bar                     | Barre                     | Court métrage, égalementscénariste           |
| 2013  | Mi miedo, Mía y un beso | Ma peur, Mia et un baiser | Court métrage, également producteur exécutif |
| 2014  | La Corona Partida       | La couronne fendue        |                                              |

| Année   | Titre (original)           | Titre (traduction)        | Chaîne               | Notes                                       |
| ------- | -------------------------- | ------------------------- | -------------------- | ------------------------------------------- |
| 1994    | Poblenou                   | Nouvelle ville            | TV3                  | 42 épisodes                                 |
| 1994–99 | Estació d'enllaç           | Poste de liaison          | TV3                  | 33 épisodes                                 |
| 1996–97 | Oh, Espanya!               | Ah, l'Espagne !           | TV3                  | 7 épisodes                                  |
| 1997    | El joc de viure            | Le jeu de vivre           | TV3                  | 18 épisodes                                 |
| 1999    | La memòria dels Cargols    | La mémoire des Cargols    | TV3                  | 5 épisodes                                  |
| 2000    | Crims                      | Crimes                    | TV3                  | 13 épisodes, également scénariste           |
| 2001–03 | Jet Lag                    | Décalage horaire          | TV3                  | 13 épisodes                                 |
| 2004    | De moda                    | À la mode                 | TV3                  | 8 épisodes                                  |
| 2005–07 | El cor de la ciutat        | Le cœur de la ville       | TV3                  | 9 épisodes                                  |
| 2006    | Maridos e mulleres         | Maris et femmes           | TV3                  | mini série                                  |
| 2006    | Mar de fons                | Mer profonde              | TV3                  | 5 épisodes                                  |
| 2008    | La bella Otero             | La belle Otero            | TV3                  | mini série                                  |
| 2008–10 | La señora                  | La dame                   | La 1                 | 10 épisodes                                 |
| 2009    | Gondar                     | Gondar                    | TV3                  | 3 épisodes                                  |
| 2011–14 | Isabel                     | Isabel                    | La 1                 | 14 épisodes                                 |
| 2011–19 | 14 de abril. La República  | 14 avril. La République   | La 1                 | 5 épisodes                                  |
| 2018    | La catedral del mar        | La cathédrale de la mer   | Antena 3 TV3 Netflix | 8 épisodes, également coproducteur exécutif |
| 2019    | Matadero                   | Abattoir                  | Antena 3             | 4 épisodes, également coproducteur exécutif |
| 2019–20 | El nudo                    | Le nœud                   | Antena 3             | 2 épisodes                                  |
| 2020–21 | #Luimelia                  | #Luimelia                 | Atresplayer          | Producteur exécutif                         |
| 2022    | Los herederos de la tierra | Les Héritiers de la terre | Antena 3 TV3 Netflix | 8 épisodes, également coproducteur exécutif |
| 2022    | La novia gitana            | La mariée gitane          | Antena 3             | Producteur exécutif                         |

## Prix
- 2012 : prix du meilleur réalisateur aux Prix Iris[9].
- 2013 : prix ACE (New York) du meilleur réalisateur[10].
- 2014 : prix du meilleur réalisateur aux Prix Iris[11].